# 김선규 (축구 선수)
김선규(한국 한자: 金善奎, 1987년 10월 7일 ~ )는 대한민국의 전 축구 선수이며 선수 시절 포지션은 골키퍼이다.

## 축구인 경력

### 선수 경력
2010년 경남 FC에 입단하였으나 김병지가 부동의 주전 자리를 꿰차고 있어 팀에 머문 두 시즌 동안 한 경기도 출전하지 못하였다.
2012년 대전 시티즌으로 이적하였다. 최은성이 구단과의 불화로 팀을 떠난 후 주전 골키퍼로 도약하였다.
그리고 세 시즌 동안 대전의 주전 골키퍼로 활약하였다.
비록 2014 시즌엔 슬럼프로 시즌 중반부터 박주원에게 밀렸지만, 시즌 초반 좋은 활약을 펼치며 팀의 1부리그 승격을 이끌었고, 2015 시즌을 앞두고 FC 안양으로 이적했다. 하지만 2015 시즌 역시 최필수에 밀려 8경기 출장에 그쳤으며 경남 FC와의 원정경기에서 다이렉트 퇴장을 당했다.
2016 시즌엔 31번을 배정받았다가 다시 자신의 출생년도(1987년)인 87번으로 바뀌어 배정되었다. 시즌 초반에는 역시 주전 최필수에 밀려 자리를 잡지 못하다 최필수가 강원 FC 전에서 4실점을 하는 등 부진하자 최필수를 밀어내고 19경기 동안 FC 안양의 골문을 지켰다. 좋은 모습을 보여주고있던 시즌 후반, 안산 무궁화에서의 군 복무가 끝난 이진형에게 밀려 다시 후보로 전락하였다. 그러나 이진형이 누적경고 3회로 출전 불가능할 때 대신 골문을 지키면서 좋은 모습을 보여주고 44라운드 안산 무궁화와의 경기를 마지막으로 시즌 21경기 출장으로 2016 시즌을 마무리 지었으며, 2017 시즌을 앞두고 부산교통공사 축구단으로 이적하였다.
시즌 중반 군복무를 위해 부산교통공사 축구단을 떠났고 현역으로 입대, 동시에 은퇴하였다.
선수 생활을 은퇴한 후, 골키퍼 레슨을 하고 있다.